# 曼努埃尔·卡斯特利亚诺
曼努埃尔·罗德里格斯·德拉帕拉·卡斯特利亚诺（西班牙語：Manuel Rodríguez de la Parra Castellano，1826年—1880年）是西班牙画家。

## 生平
出生于马德里，在皇家聖費爾南多美術學院学习美术。后与卡洛斯·路易斯·德里维拉-菲耶韦等画家为眾議院议厅天花板作绘画装饰。
1856年，他为斗牛士作的画在全国美术展中获奖。他还曾为弗朗西斯科·蒙特斯·雷伊纳等知名斗牛士画过肖像画。
1875年，他获得了前往罗马和威尼斯学习的奖学金，同行的人还有弗朗西斯科·普拉迪利亚、亚历杭德罗·费兰特-费希尔曼斯和卡斯托·普拉森西亚等画家。他还在巴黎短暂学习过。晚年开始收集图片藏品，其中一些至今保存在西班牙国家图书馆和普拉多博物馆。

## 主要作品

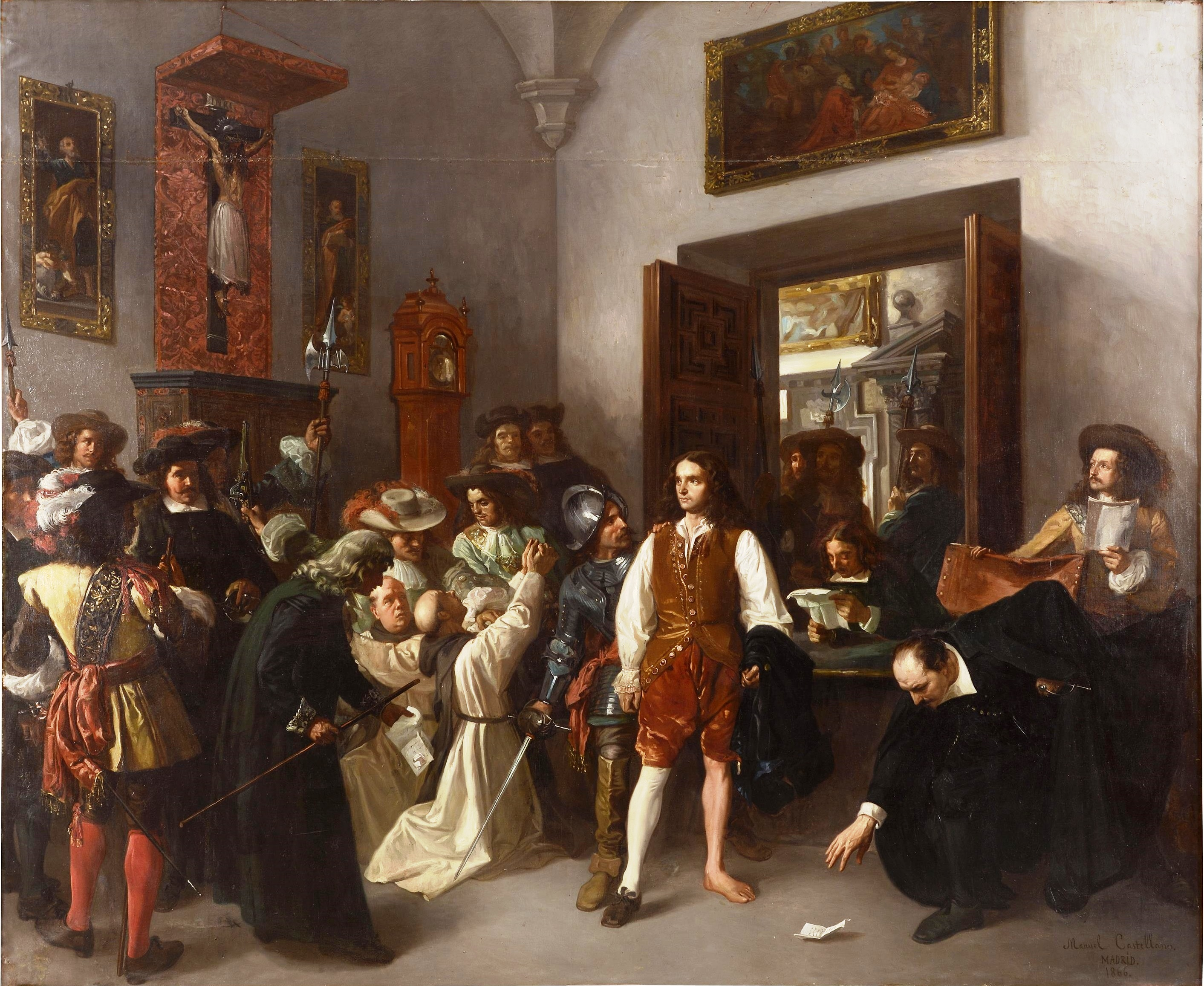
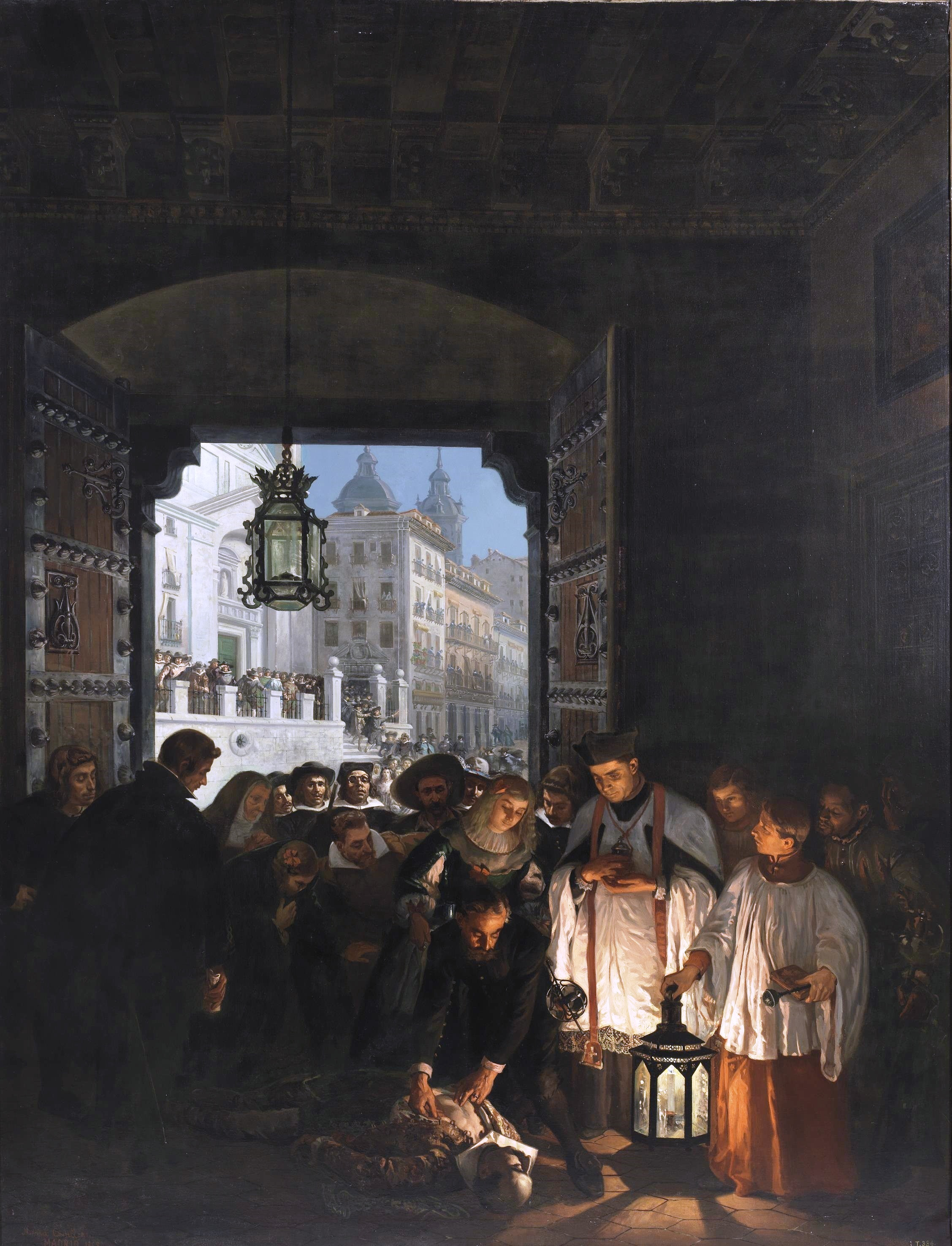

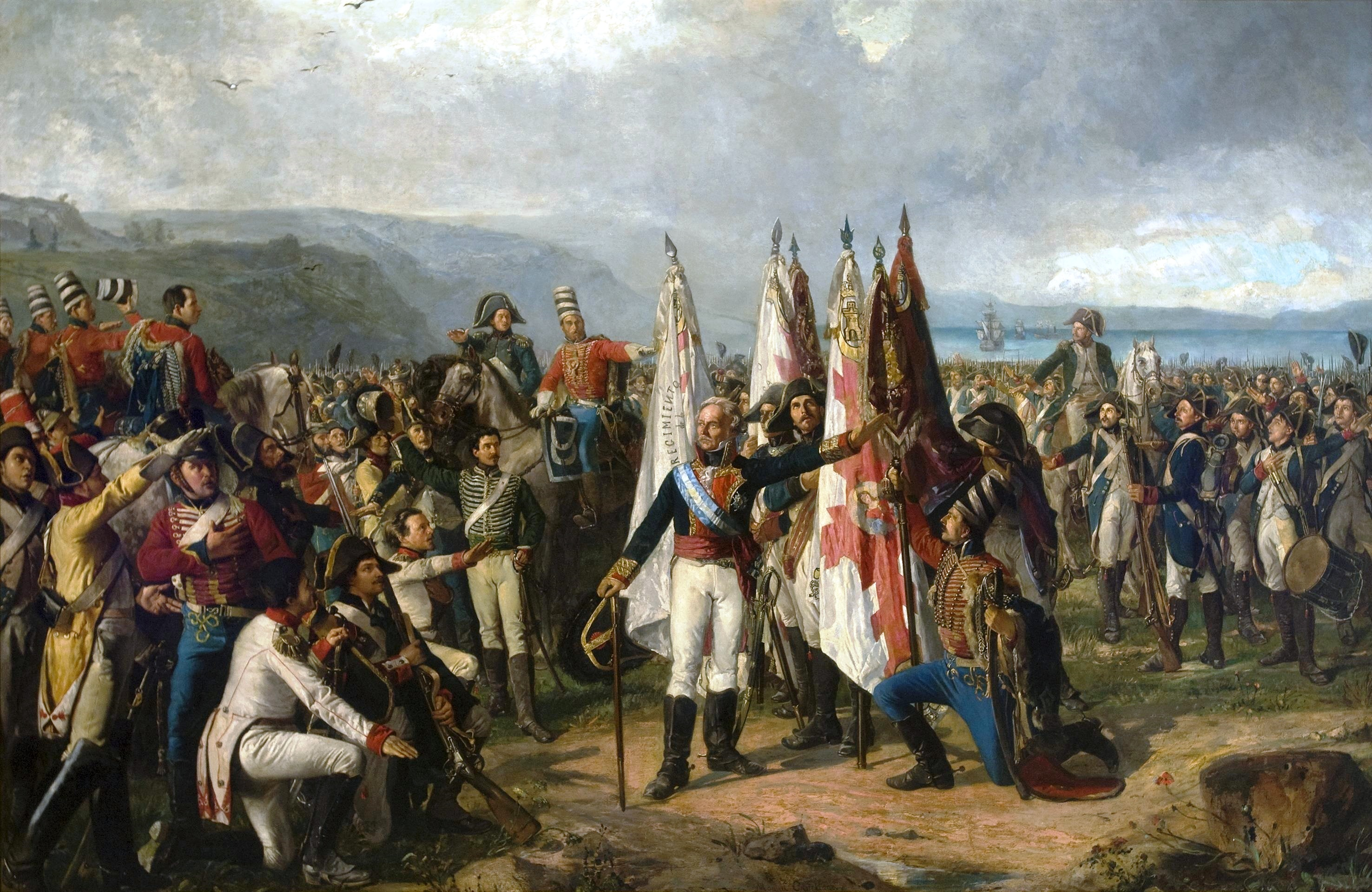
半岛战争时期，拉罗马纳侯爵佩德罗·卡罗-苏雷达指挥下的一批西班牙军队在丹麦登陆（1870年）
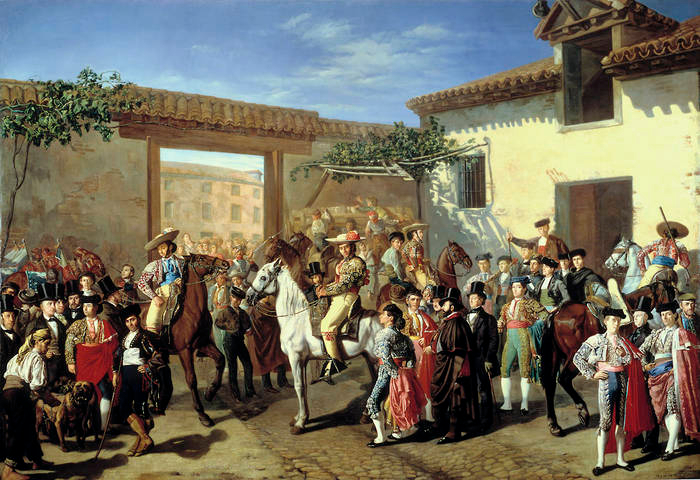